# Solariella margaritus
Solariella margaritus är en snäckart. Solariella margaritus ingår i släktet Solariella och familjen pärlemorsnäckor. Inga underarter finns listade i Catalogue of Life.